# میائولی
میائولی (به لاتین: Miaoli City) یک شهر در تایوان است که در شهرستان میائولی واقع شده است.

## خصوصیات
میائولی ۳۷٫۸۸۷۲ کیلومترمربع مساحت و ۹۰٬۹۶۳ نفر جمعیت دارد.

## ترابری

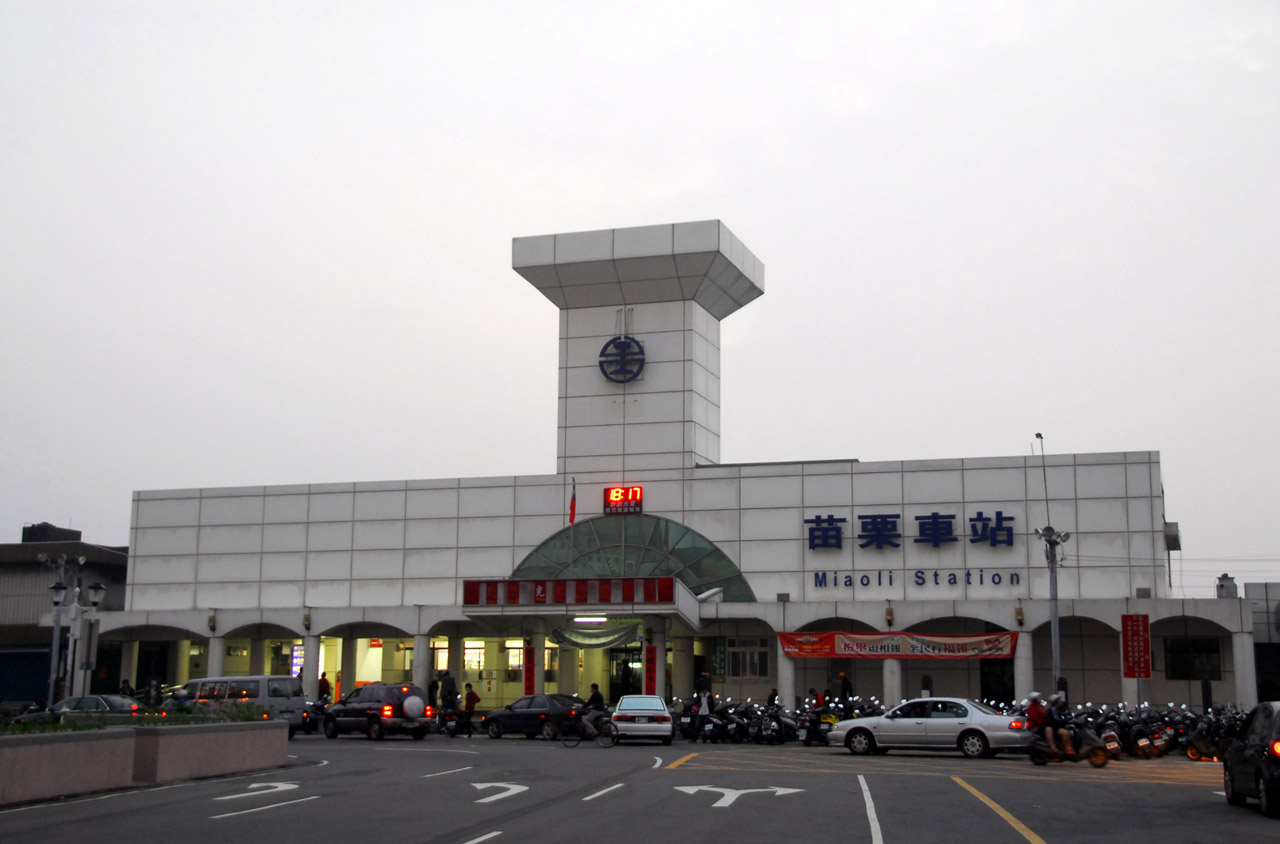
ایستگاه نانشی

- ایستگاه میائولی
- ایستگاه نانشی